# Caveirac
Caveirac ist eine französische Gemeinde mit 4328 Einwohnern (Stand: 1. Januar 2022) im Département Gard in der Region Okzitanien.

## Geografie
Caveirac liegt in der Ebene Vaunage. Umgeben wird Caveirac von den Nachbargemeinden Nîmes im Norden und Osten, Milhaud im Süden und Südosten, Langlade im Südwesten sowie Clarensac im Westen und Nordwesten.

## Geschichte
879 wurde der Ort als Cavariago genannt.

### Bevölkerungsentwicklung
| Jahr      | 1962 | 1968 | 1975 | 1982 | 1990 | 1999 | 2006 | 2017 |
| Einwohner | 644  | 704  | 1096 | 1877 | 2679 | 3099 | 3663 | 4181 |

## Kultur und Sehenswürdigkeiten

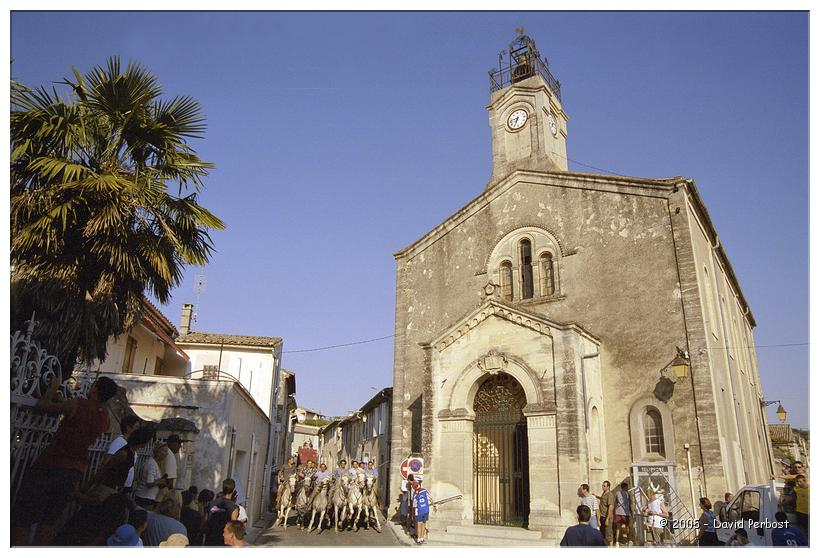
Evangelische Kirche in Caveirac

- Meilenstein, vermutlich auf 3 v. Chr. zu datieren, seit 1911 Monument historique
- Taurobolium-Altar aus dem 3. Jahrhundert nach Christus, seit 1911 Monument historique
- Kirche Saint-Adrien, im 12. Jahrhundert erbaut, im 17. und 19. Jahrhundert umgebaut, seit 1972 Monument historique
- evangelische Kirche, 1867 mit außergewöhnlichem Campanile erbaut, Monument historique seit 2012
- Methodistenkapelle aus dem 19. Jahrhundert
- Schloss Caveirac mit Park, im 17./18. Jahrhundert erbaut, heutiges Rathaus, seit 1998 Monument historique

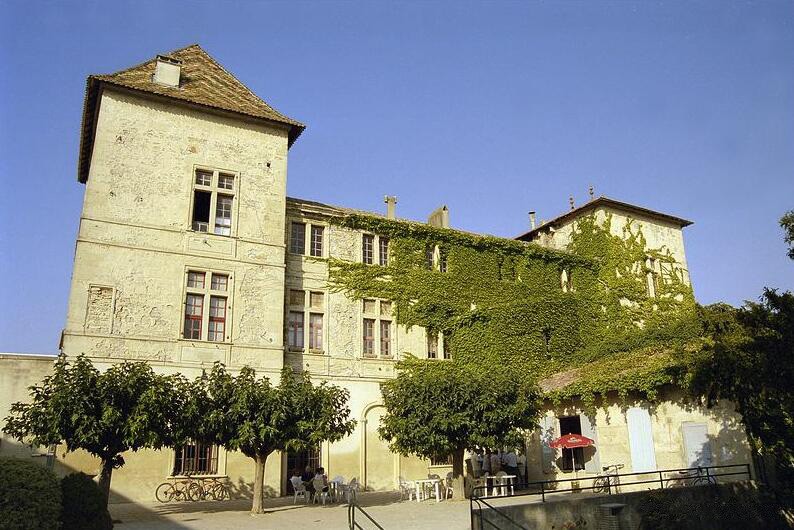
Schloss Caveirac

- Quellbrunnen des Arques